# Botswana Defence Force XI
Botswana Defence Force XI je fotbalový klub Botswany. Je mezi 3 nejlepšími kluby Botswany. Byl založen v roce 1978 v Gaborone. Hrají Mascom Premier League a dosud jsou 3.. Hrají na SSKB Stadium.

## Tituly
- Mascom Premier League 7

1981, 1988, 1989, 1991, 1997, 2002, 2004
- Botswana Challenge Cup 3

1989, 1998, 2004